# Selbacher Viadukt

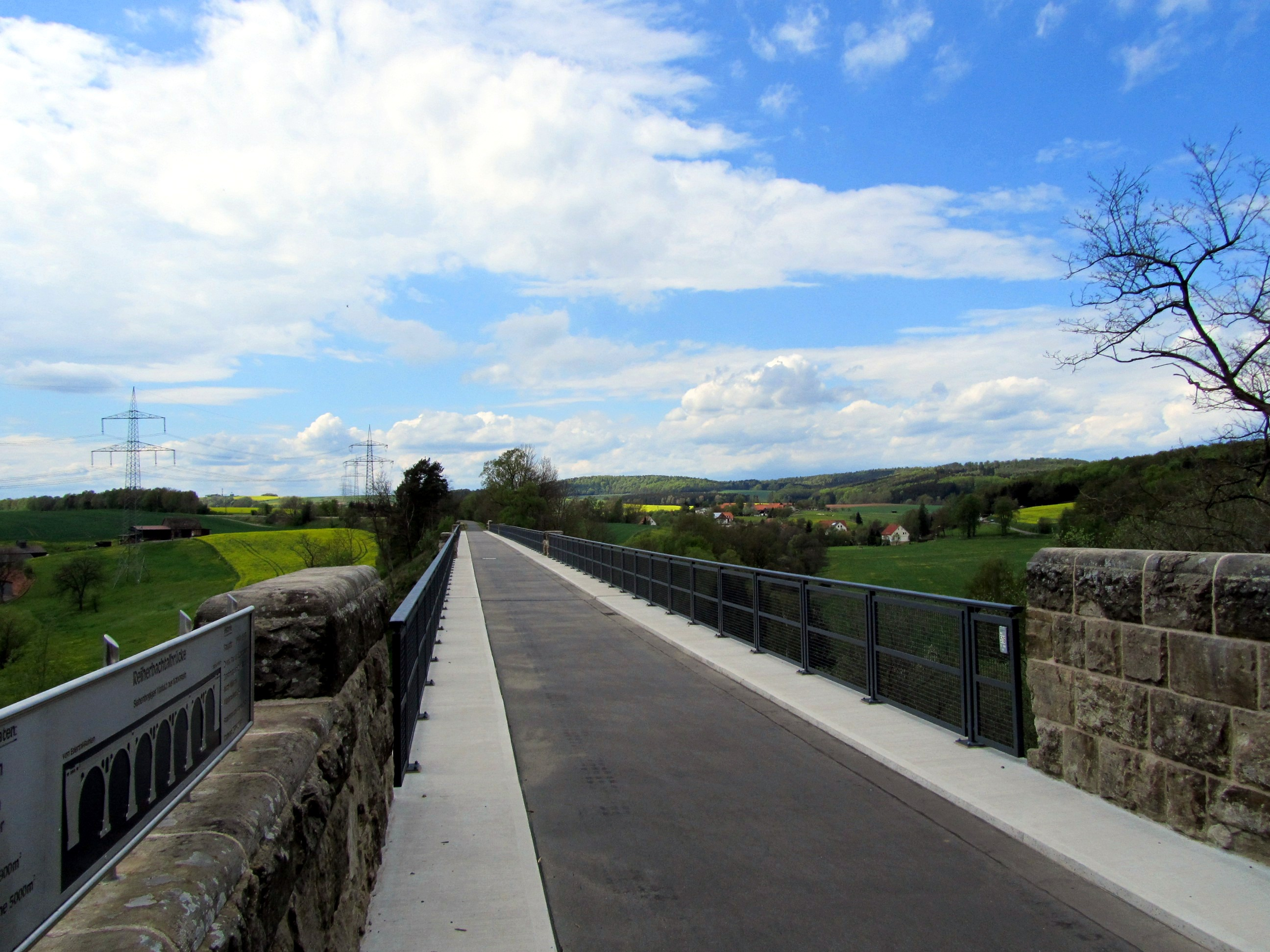
2012: Ederseebahn-Radweg auf dem Selbacher Viadukt, mit
Infotafel (links vorne) und Selbach (hinten rechts)

Der Selbacher Viadukt (auch Reiherbachbrücke genannt) ist eine siebenbogige, 193 m lange und 28 m hohe Eisenbahnbrücke der stillgelegten Ederseebahn und des heutigen Ederseebahn-Radwegs beim Waldecker Stadtteil Selbach im nordhessischen Landkreis Waldeck-Frankenberg (Deutschland).

## Geographische Lage
Der Selbacher Viadukt überbrückt das Tal des Reiherbachs, dem längsten Zufluss der Werbe, etwa 650 m (Luftlinie) südöstlich bzw. unterhalb von Selbach, dem kleinsten Waldecker Stadtteil.
Die Brücke befindet sich beim Kilometer 21,0 der Ederseebahn, im Mittelabschnitt der Bahnstrecke Wega–Brilon Wald. Der Namenspate dieser Eisenbahnstrecke, der Edersee, liegt rund 5 km (Luftlinie) südlich der Brücke. Ungefähr 125 m südlich des Viadukts verläuft die Bundesstraße 485, von der eine unter ihm hindurchführende Stichstraße im Reiherbachtal nach Selbach führt.

## Brückendaten
Der Viadukt ist 193 m lang und 28 m hoch. Die Bogenbrücke aus Naturstein hat sieben Brückenbogen mit jeweils 25 m Spannweite, woraus sich sechs Brückenpfeiler und zwei Widerlager ergeben.

## Geschichte

### Ederseebahn
Der Selbacher Viadukt wurde von 1910 bis 1913 als Teil der erst 1917 fertiggestellten Bahnstrecke Wega–Brilon Wald im Abschnitt Korbach–Bad Wildungen (Ederseebahn genannt) für den Transport von Gütern und Beförderung von Passagieren erbaut. Er entstand im Rahmen der Errichtung der nahen Sperrmauer (1908–1914) des Edersees.
Im Zweiten Weltkrieg wurden im Februar und März 1945 mehrere Bombenangriffe auf die Brücke geflogen, weil die Eisenbahnstrecke zu dieser Zeit als Ausweichtrasse für zwischen Kassel und Ruhrgebiet verkehrende Züge diente. Beim dritten Angriff vom 18. März 1945 wurde der Viadukt so schwer beschädigt, dass der Zugverkehr eingestellt werden musste und Güter und Passagiere mit Pferdefuhrwerken und Automobilen zu den Haltestellen der beiden Waldecker Dörfer Netze im Südosten und Sachsenhausen im Westen gebracht werden mussten. Im Juli 1945 begann die rund einjährige Instandsetzungsphase, bis ab 22. Juli 1946 wieder Züge über die Brücke fahren konnten.
In der Nachkriegszeit fuhren noch bis 1995 Züge über den Viadukt. Die Einstellung des Schienenverkehrs wurde hauptsächlich aufgrund von Baufälligkeit des südöstlich bei Streckenkilometer 10,7 stehenden Buhlener Viadukts und nötiger Sanierung des Viadukts begründet. Sanierungsversuche scheiterten wegen Geldmangels.

### Ederseebahn-Radweg
Der Abschnitt Korbach–Buhlen der Ederseebahn wurde von 2008 bis 2012 zum Ederseebahn-Radweg umgebaut. Dabei wurde der Selbacher Viadukt von 2009 bis 2010 restauriert und mit einer Asphalt-Fahrbahn für den Radweg versehen.